# GECT ZASNET
Le GECT ZASNET est un groupement européen de coopération territoriale institué le 19 mars 2009 entre des collectivités territoriales espagnoles et portugaises.

## Composition
Les membres espagnols sont la Diputación Provincial de Zamora, la Diputación Provincial de Salamanca, et l’Ayuntamiento de Zamora. Les membres portugais du GECT sont l’Associação de Municipios da Terra Fria do Nordeste Transmontano et l’Associação de Municipios da Terra Quente Transmontana.

## Missions
Les objectifs du GECT sont :
- d'articuler un espace commun et de promouvoir les relations transfrontalières dans les milieux traditionnels de coopération : l'environnement, le tourisme, la culture, et le développement entrepreneurial,
- de collaborer avec les autres entités territoriales à vocation régionale,
- de promouvoir le territoire du GECT à l'extérieur pour valoriser ses potentiels et ses ressources propres,
- d'attirer de nouveaux habitants pour inverser la tendance démographique générale.

## Organes et fonctionnement

### Assemblée générale
L'Assemblée générale est composé d'un représentant par membre. Le mandat de ces membres est de deux ans. Ses travaux sont dirigées par un président et un vice-président élu parmi ses membres (laquelle est alternativement donné à un Espagnol et à un Portugais).
Les compétences de l'Assemblée sont :
- de nommer et démettre le Directeur et les membres du Conseil fiscal,
- d'élaborer et approuver son régime intérieur
- d'établir les contributions financières des membres du GECT
- de délibérer sur l'admission de nouveaux membres* délibérer sur la création de services spéciaux

L'Assemblée doit se réunir au moins quatre fois par an. Les sessions ordinaires sont convoquées par le président sept jours avant la date de leur tenue. Le quorum est atteint lorsque deux tiers de ses membres sont présents. Le président peut aussi convoquer des sessions extraordinaires.

### Directeur
Le directeur est nommé par l'Assemblée générale.
Les compétences du directeur sont notamment :
- d'élaborer les actes de l'Assemblée générale,
- de signer la correspondance du GECT
- d'assurer l'exécution des délibérations de l'Assemblée générale.

### Comité d'audit
Le Comité d'audit est composé du président et de deux autres membres. Ses compétences sont de :
- vérifier périodiquement la régularité des comptes et la comptabilité ;
- demander la convocation de l'Assemblée générale afin de vérifier l'existence de graves irrégularités ou d'abus dans le domaine de la gestion économique et financières ;
- donner un avis sur le rapport annuel et les comptes.

## Sources

## Compléments